# 197

## Decese
- 19 februarie: Clodius Albinus  (n. 150)